# بندر مسافری تالین
بندر مسافری تالین (استونیایی: Vanasadam) بندرگاه اصلی مسافری شهر تالین، استونی است.
این بندر که مسیرهای دریایی به شهرهای هلسینکی (فنلاند)، استکهلم (سوئد) و سن پترزبورگ (روسیه) دارد در سال ۲۰۱۵ میلادی ۹٫۷۹ میلیون مسافر جابه‌جا کرده است.

## آمار
| سال                  | ۲۰۱۰ | ۲۰۱۱ | ۲۰۱۲ | ۲۰۱۳ | ۲۰۱۴ | ۲۰۱۵ |
| -------------------- | ---- | ---- | ---- | ---- | ---- | ---- |
| مجموع مسافر (میلیون) | ۷٫۹  | ۸٫۴۸ | ۸٫۸۴ | ۹٫۲۴ | ۹٫۵۷ | ۹٫۷۹ |

## نگارخانه

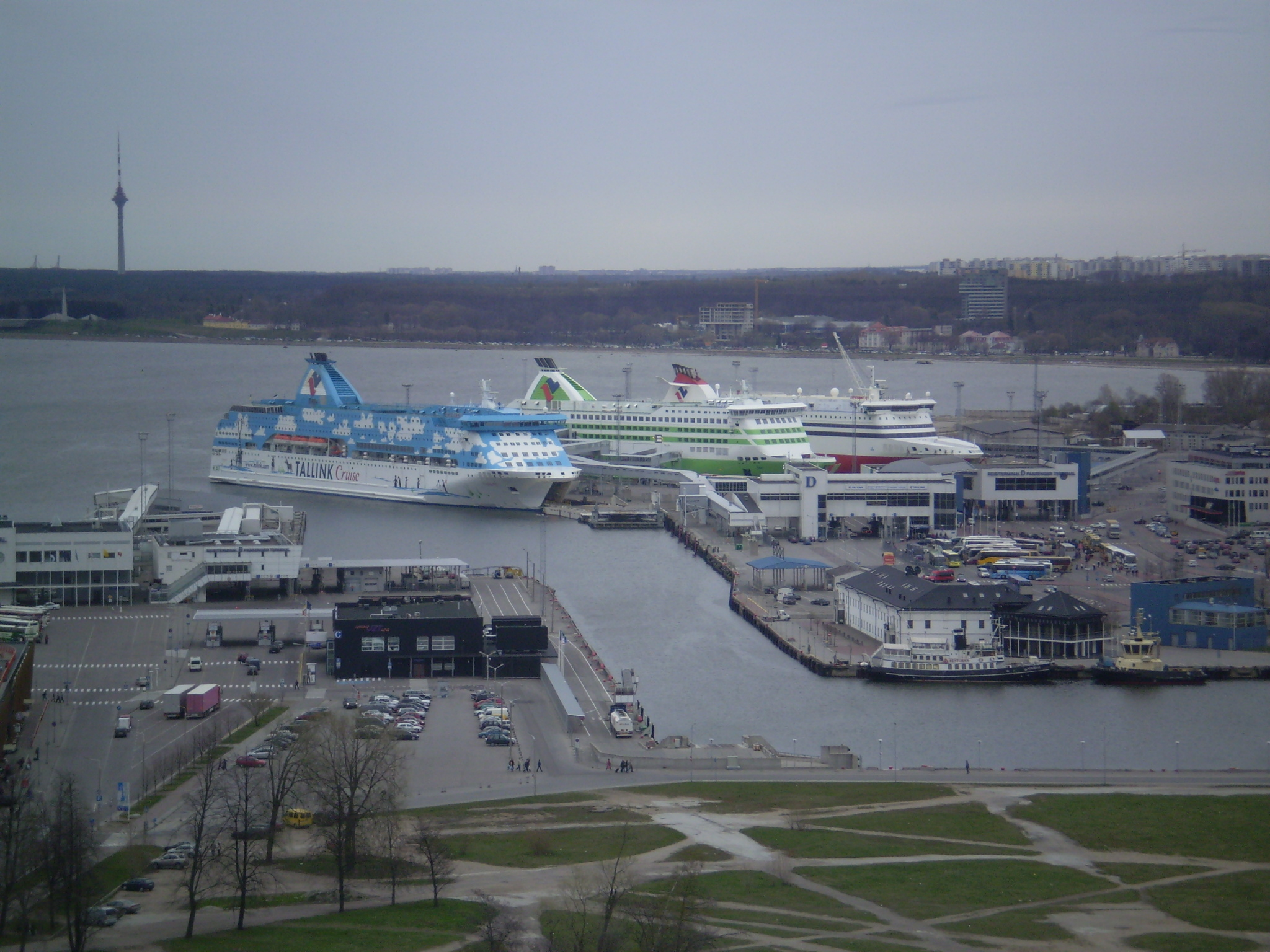
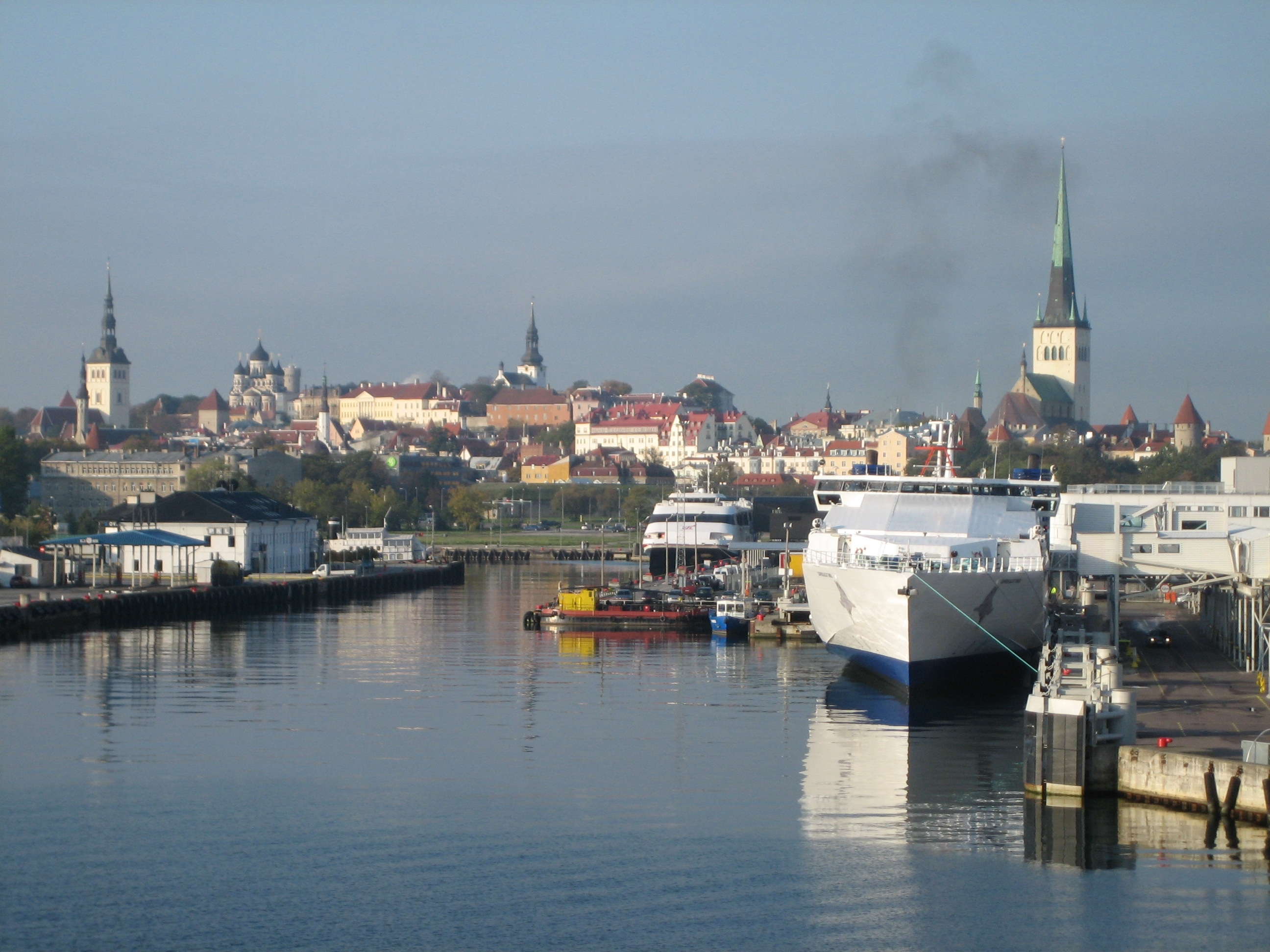
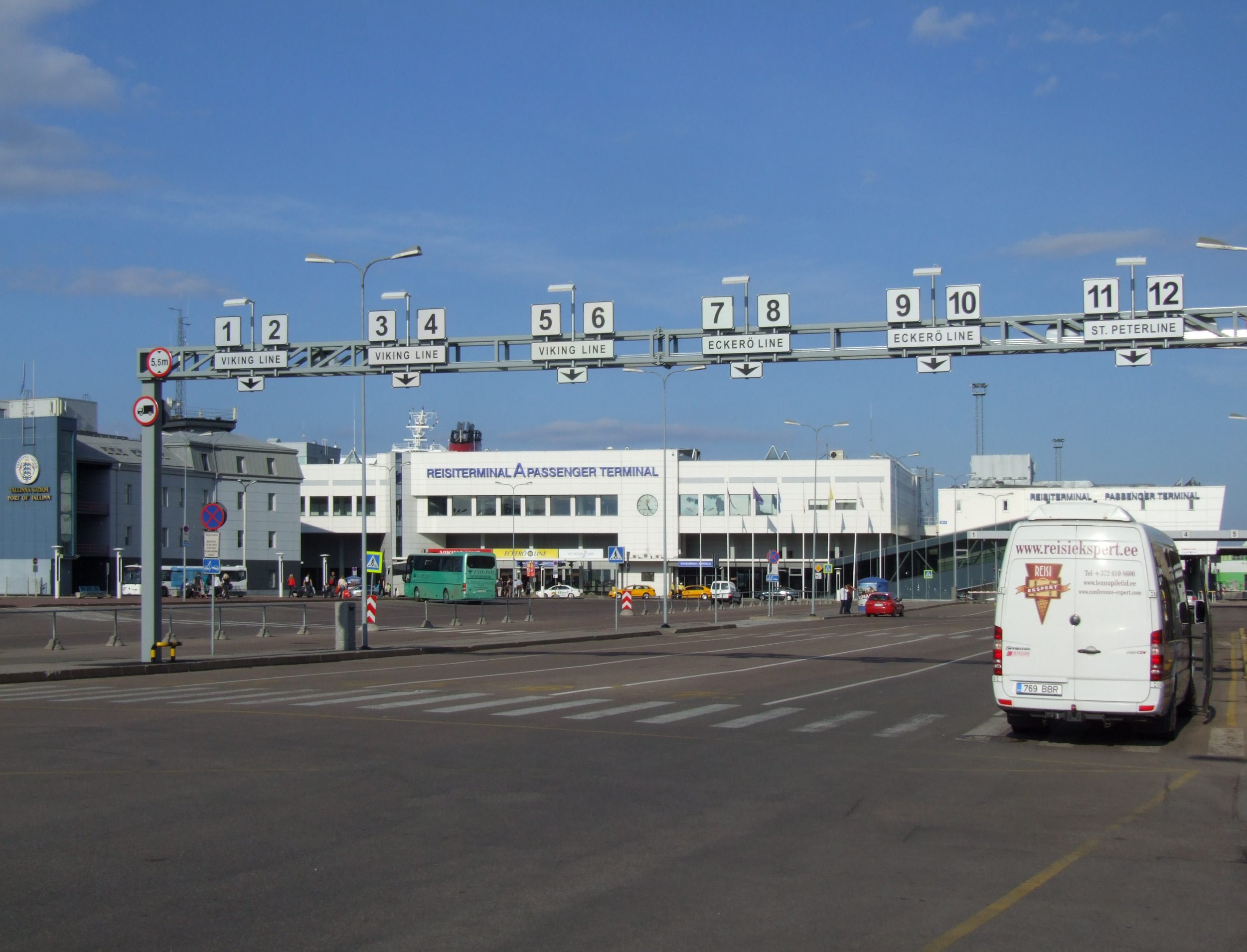
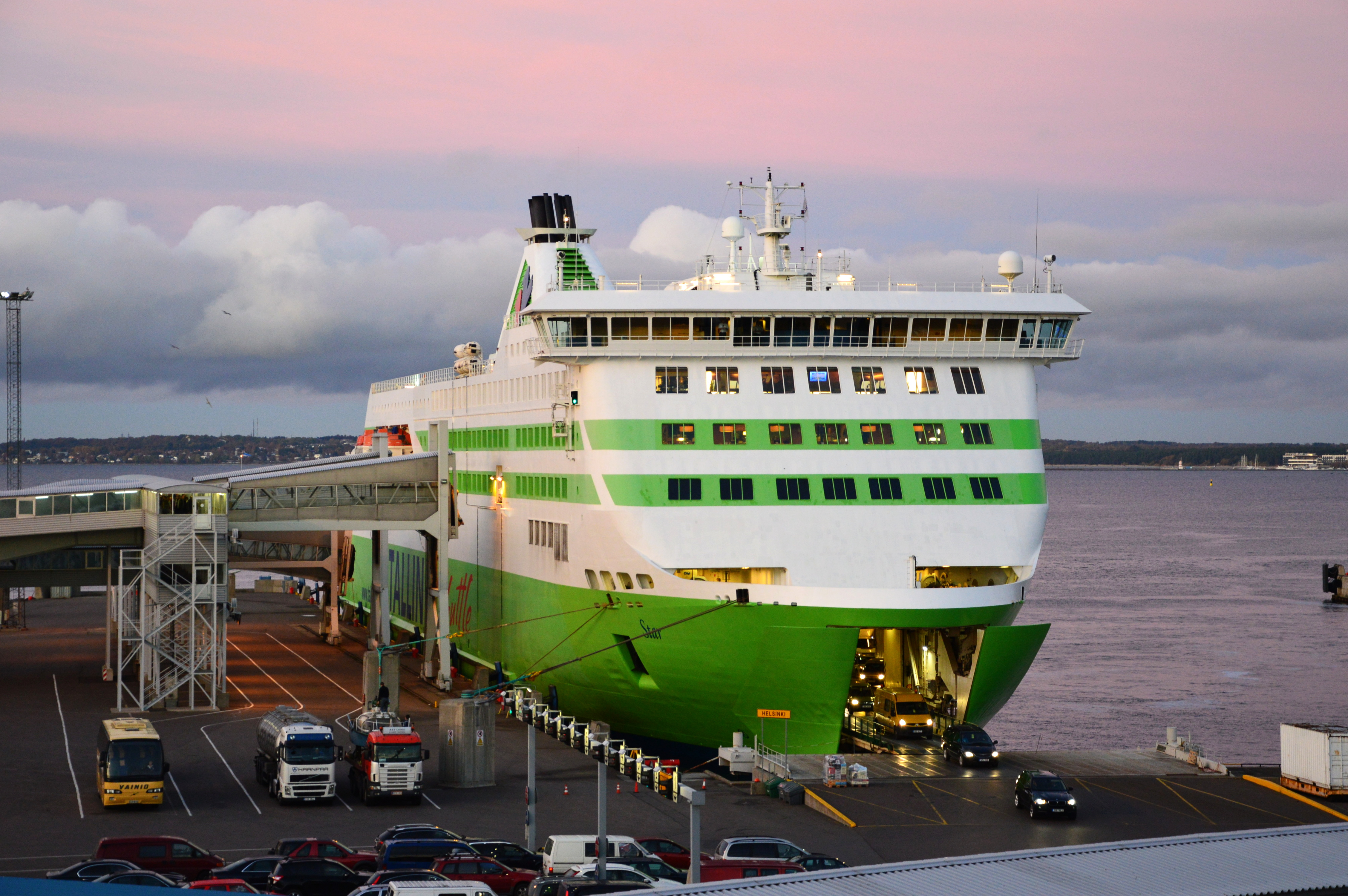
Tallinn Passenger Port, seen from the rooftop of Portus hotel
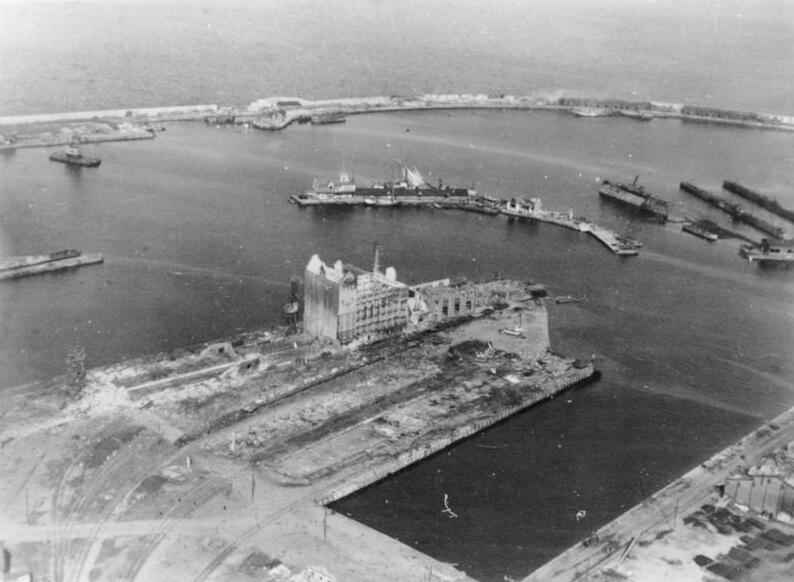
بندرگاه ۱۹۴۱.